# Jean Pierre Marie Orchampt
Jean Pierre Marie Orchampt (Vesoul, 9 december 1923 – Angers, 21 augustus 2021) was een Frans bisschop van de Rooms-Katholieke Kerk. 

## Biografie
Orchampt werd in 1948 tot priester gewijd. In 1971 werd hij tot bisschop gewijd. Door paus Paulus VI werd hij tot hulpbisschop benoemd van het aartsbisdom Montpellier en als bisschop van Aquae in Mauritanië. Tussen 1974 en 2000 was hij bisschop van Angers.
Na het overlijden van Georges-Hilaire Dupont in januari 2020 was Orchampt de oudste levende Franse bisschop. Hij overleed op 97-jarige leeftijd.
- Bibliothèque nationale de France: cb120414625 (data)
- Gemeinsame Normdatei: 139154302
- International Standard Name Identifier: 0000 0000 7141 6020
- Nederlandse Thesaurus van Auteursnamen: 074918125
- Réseau des bibliothèques de Suisse occidentale: 02-A003657405
- Système universitaire de documentation: 13439089X
- Virtual International Authority File: 100455989
- WorldCat: E39PBJq6VgQB9BMCqjJMhPfrMP